# Alwin Mackenrodt
Alwin Karl Mackenrodt (* 12. November 1859 in Kleinbodungen; † 29. Dezember 1925 in Berlin) war ein deutscher Gynäkologe, der wichtige Verfahren zur chirurgischen Behandlung von Lageveränderungen des Uterus und des Gebärmutterhalskrebs entwickelte. Seine Studien zum zentralen Halteapparat des Uterus waren so wegweisend, dass die Gesamtheit dieses verstärkenden Bindegewebes nach ihm „Mackenrodt-Band“ benannt wurde.

## Leben
Die Familie Mackenrodt ist ein altes Bauerngeschlecht aus der Grafschaft Hohenstein. Mackenrodts Vater besaß bis 1884 ein Rittergut in Kleinbodungen. Von 1871 bis 1877 besuchte Mackenrodt das Gymnasium in Nordhausen, anschließend bis 1881 das Gymnasium in Mühlhausen/Thüringen. Auf Wunsch seines Vaters studierte er zunächst Theologie in Jena, wechselte dann aber zur Medizin in Jena, Halle (Saale) und Berlin. Er promovierte 1885.
Es folgte eine kurze Zeit als Assistenzarzt der Chirurgie in Halle und als Assistent in der Landesirrenanstalt Roda. Anschließend praktizierte er vier Jahren lang als Allgemeinmediziner in Straßfurt, wo er 1886 heiratete. Bei der Bekämpfung einer Diphtherie-Epidemie zog er großes Aufsehen auf sich, indem er vielen Kindern mittels Durchführung einer Tracheotomie das Leben rettete. Das Verfahren war in der Region zu dieser Zeit noch nicht verbreitet.
1889 wechselte er zunächst als unbezahlter Volontär an die Klinik des Gynäkologen August Martin in Berlin, wo er bereits nach einem halben Jahr zum Oberarzt aufstieg. 1893 eröffnete er eine eigene Frauenklinik. 1904 verlieh ihm die Friedrich-Wilhelms-Universität zu Berlin die Professorenwürde. Ein Lehrstuhl wurde ihm allerdings nie zuteil.
Er starb an einer Lungenentzündung, die er sich wahrscheinlich in Ausübung seines Berufs zugezogen hatte.

## Werk
Mackenrodt verbesserte im Laufe seiner Karriere viele chirurgische Verfahren, unter anderem zur Behandlung von Fisteln an Blase und Harnleiter. Außerdem entwickelte er, nach intensiven Studien zur Verbreitung von Cervixkarzinomen, neue Verfahren zu deren operativer Behandlung im fortgeschrittenen Stadium, deren Erfolgsquote doppelt so hoch war wie damals übliche Ansätze. Durch entsprechende Vorbereitung gynäkologischer Eingriffe (die sogenannte „Vaginofixations-Methode“), gelang es ihm zudem die Häufigkeit von Nebenverletzungen an Blase und Harnleiter deutlich zu verringern.
Seine Pionierleistung in der Entwicklung operativer Verfahren zur Behandlung von Lageveränderungen des Uterus gelangen ihm 1895, nach anatomische Studien an fetalen Gefrierdurchschnitten sowie ungehärteten Autopsiepräparaten. Seine Erkenntnisse wurden von den englischen Chirurgen Archibald Donald und William Edward Fothergill aufgegriffen, welche daraus die bis heute übliche „Manchester-Operation“ (im englischen Sprachraum auch „Fothergill operation“ genannt) entwickelten.
Nach seinem Tod beschied Paul Straßmann Mackenrodt, dass er „jedem Lehrstuhl zur Zierde gereicht [hätte]“. Dass er dennoch mehrfach bei der Besetzung offener Positionen übergangen wurde, lag laut Einschätzung seiner Fachkollegen daran, dass er zwar ein hervorragender und innovativer Chirurg war, jedoch nicht genug Erfahrung in der wissenschaftlichen Arbeit besäße. An seinen Kliniken, die in Berlin zu den „ersten Adressen“ gehörten, bildete er trotzdem viele Ärzte aus. Er behandelte Patientinnen aus ganz Europa und wurde von anderen Berliner Kliniken für schwierige Operationen herangezogen.

## Schriften (Auswahl)
- Untersuchungen über das Chloasma uterinum. Universität Halle-Wittenberg, 1885. (Dissertation)
- Ueber die Ursachen der normalen und pathologischen Lagen des Uterus. In: Archiv für Gynäkologie. Band 48, 1895, S. 393–421.
- Über den hinteren Scheidenbauchschnitt. In: Ernst von Bergmann, Wilhelm Erb, Franz von Winckel (Hrsg.): Sammlung Klinischer Vorträge. Nr. 156. Breitkopf und Härtel, Leipzig 1896, S. 570–596.
- Ueber die Radicaloperation des Gebärmutterscheidenkrebses mit Ausräumung des Beckens. In: Verhandlungen der Gesellschaft für Geburtsh. und Gynäkologie zu Berlin. 1901, S. 120–146.
- Exstirpation des karzinomatösen Uterus. In: 76. Versammlung Deutschen Naturforscher und Aerzte. Breslau, 1904.
- Dauerresultate bei Karzinomoperationen mittels der abdominalen Totalextirpation mit Ausräumung des Beckens durch Hufeisenschnitt bei Gebärmutter-Scheidenkrebs. In: 12. Kongress der Deutschen Gesellschaft für Gynäkologie. Dresden, 1907.
- Bestrahlen? Operieren? In: Monatsschrift Geburtshilfe Gynäkologie. Nr. 46. 1917, S. 162–173.